# Cohen-Syndrom
Das Cohen-Syndrom ist eine sehr seltene angeborene Erkrankung mit den Hauptmerkmalen Mikrozephalie, Gesichtsdysmorphie, Muskelhypotonie, Geistige Behinderung, Kurzsichtigkeit, Retinadystrophie, Neutropenie und Stammfettsucht.
Synonyme: COH1; Pepper syndrome; Cervenka syndrome
Die Besonderheit wurde 1973 erstmals von Michael Cohen u. a. unter wissenschaftlichen Gesichtspunkten detailliert beschrieben.
Die Namensbezeichnung „Pepper-Syndrom“ bezieht sich auf den Familiennamen einer betroffenen und im Jahre 1984 beschriebenen Familie.

## Verbreitung
Die Häufigkeit ist nicht bekannt, bislang wurde über etwa 200 Betroffene berichtet. Die Vererbung erfolgt autosomal-rezessiv.
Die Diagnose ist nicht ganz einfach, so dass davon ausgegangen werden muss, dass das Cohen-Syndrom oftmals nicht als dieses diagnostiziert wird, sondern zum Beispiel als Prader-Willi-Syndrom.

## Ursache
Der Erkrankung liegen Mutationen im VPS13B (oder COH1)-Gen auf Chromosom 8 Genort q22.2 zugrunde.

## Klinische Erscheinungen
- Mikrozephalie, leichte kognitive Behinderung, Epilepsie
- Adipositas
- muskuläre Hypotonie (Muskelschwäche)
- Gesichtsauffälligkeiten:  große Zähne (Makrodontie / insbesondere der Schneidezähne), hoher / schmaler Gaumen, mandibuläre Retrognathie / Mikrognathie, kurzes Philtrum, lange Lidspalten (oft ist die Lidachse nach unten außen hin leicht geschrägt), offenstehender Mund, prominente Nasenwurzel, prominente / hypertrophe Zunge, prominentes Mittelgesicht
- Skelettauffälligkeiten: Gelenküberbeweglichkeit (Hyperextension), Besonderheiten im Bereich des humero-ulnaren Gelenks (d. h. des Scharnier-/Walzengelenks im Ellenbogen), Klinodaktylie des 5. Fingers, Klumpfuß / Knickfuß, Lordose, Skoliose, Trichterbrust
- Besonderheiten im Bereich der Mitralklappe zwischen linkem Vorhof und linker Herzkammer
- Innenohrschwerhörigkeit
- Augenauffälligkeiten: Iriskolobom, Myopie, Nystagmus, Optikusatrophie, Retinitis pigmentosa, Retinoschisis / Retinakolobom

## Differentialdiagnose
Abzugrenzen sind das MORM-Syndrom und das Laurence-Moon-Biedl-Bardet-Syndrom.